# STS-6
STS-6 var den sjätte flygningen i det amerikanska rymdfärjeprogrammet och den första i ordningen för rymdfärjan Challenger. Den sköts upp från Pad 39A vid Kennedy Space Center i Florida den 4 april 1983. Efter drygt fem dagar i omloppsbana runt jorden återinträdde rymdfärjan i jordens atmosfär och landade vid Edwards Air Force Base i Kalifornien. 

## Start och landning
Starten skedde klockan 13:30 (EST) 4 april 1983 från Pad 39A vid Kennedy Space Center i Florida.
Landningen skedde klockan 10:53 (PST) 9 april 1983 vid Edwards Air Force Base i Kalifornien.

## Uppdragets mål
Huvuduppdraget för STS-6 var att prova de nya rymddräkterna (som konstruerats specifikt för rymdfärjan), och således utföra programmets första rymdpromenader. Uppdragsspecialisterna Peterson och Musgrave tillbringade sammanlagt 4 timmar och 17 minuter utanför Challenger.
Satelliten TDRS-1 (Tracking and Data Relay Satellite) placerades även i omloppsbana.